# Giona (Michelangelo)
Il profeta Giona (400x380 cm) venne affrescato da Michelangelo Buonarroti nel 1511-1512 circa e fa parte della decorazione della volta della Cappella Sistina, nei Musei Vaticani a Roma, commissionata da Giulio II.

## Storia
Nel dipingere la volta, Michelangelo procedette dalle campate vicino alla porta d'ingresso, quella usata durante i solenni ingressi in cappella del pontefice e del suo seguito, fino alla campata sopra l'altare. Giona quindi, che si trova proprio sopra l'altare, fu una delle ultime figure ad essere realizzata e presenta tutte le caratteristiche degli ultimi affreschi: uno stile conciso e fortemente espressivo, una dimensione superiore come accorgimento prospettico per chi guarda la volta entrando dalla porta.
Per affrescare il profeta furono necessarie dieci "giornate". 
Giona venne ampiamente lodato dal Vasari: «Ma chi non amirerà e non resterà smarrito veggendo la terribilità dell'Iona, ultima figura della cappella? Dove con la forza della arte la volta, che per natura viene innanzi girata dalla muraglia, sospinta dalla apparenza di quella figura che si piega indietro, apparisce diritta e vinta dall'arte del disegno, ombre e lumi, pare che veramente si pieghi indietro?».

## Descrizione e stile

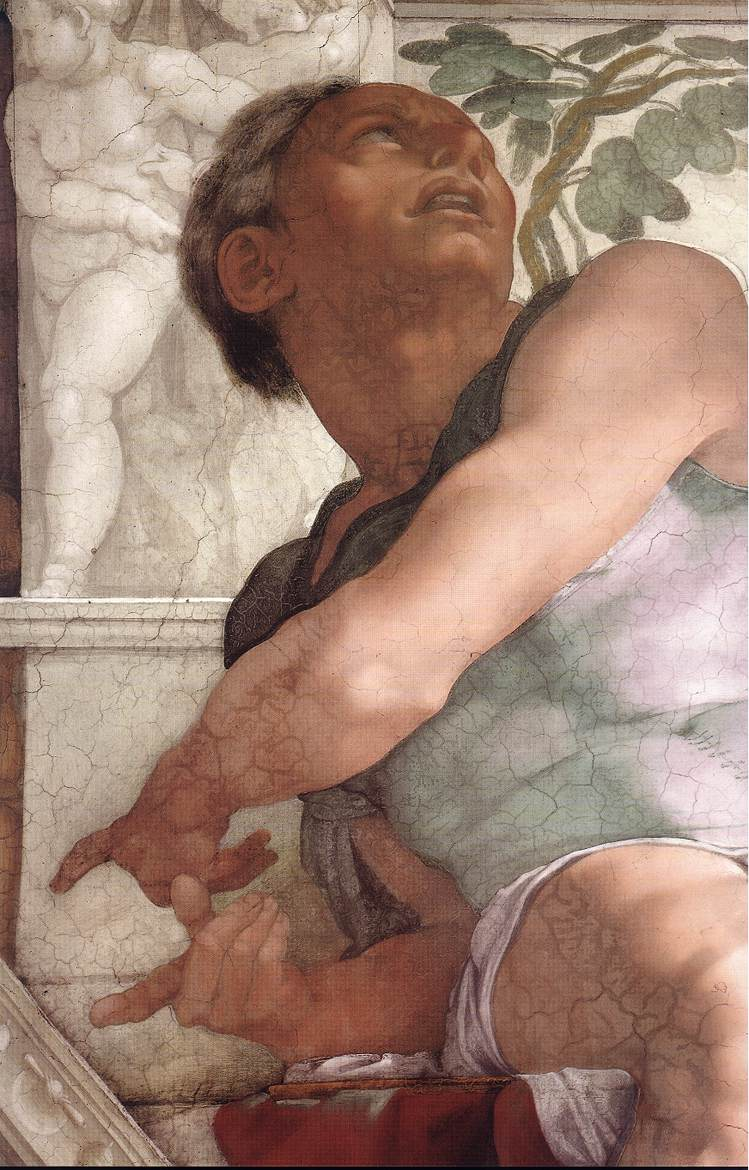
Dettaglio

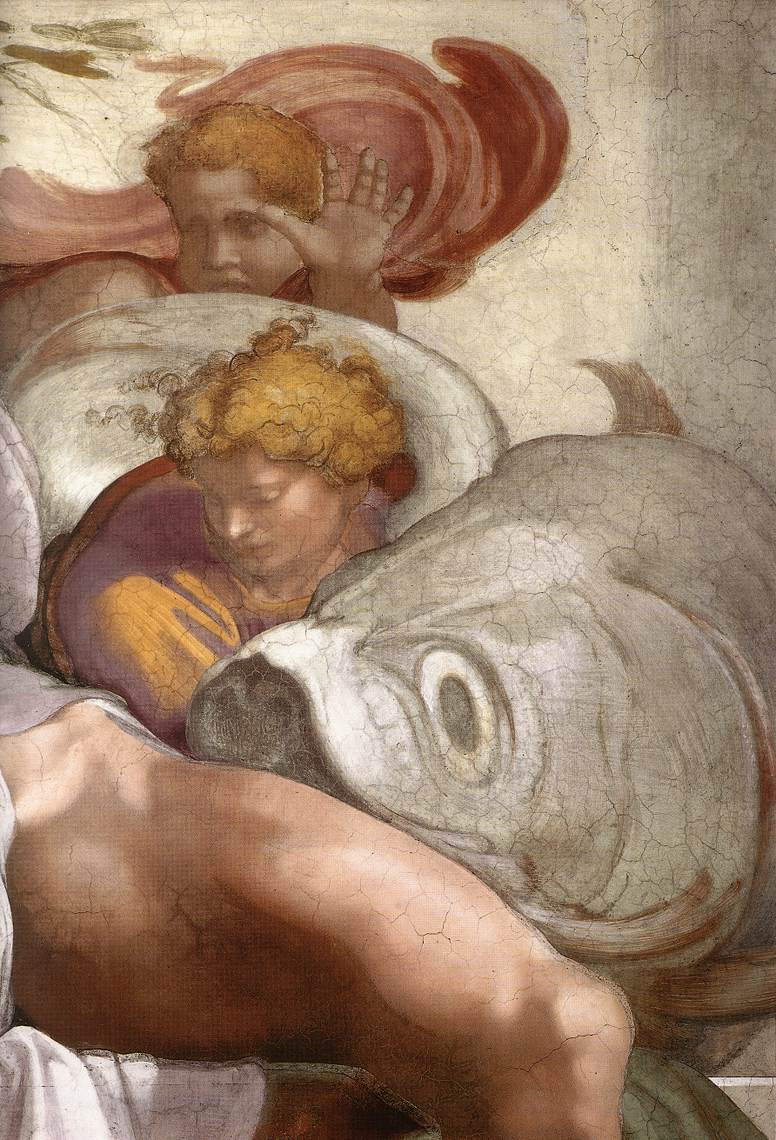
Dettaglio

Giona fa parte della serie dei Veggenti, collocati su ampi troni architettonici sui peducci. Ognuno di essi è affiancato da un paio di giovani assistenti e sta in un grande scranno marmoreo, tra due plinti con finti altorilievi di putti a coppie, in varie posizioni. Il loro nome (in questo caso IONAS) è scritto in tabelle sotto la piattaforma che fa da base al trono, rette da un putto ciascuna.
Giona, come scrisse anche Vasari, è impostato a uno straordinario virtuosismo illusionistico, che cerca di annullare l'effetto della curvatura della volta tramite l'inclinazione del corpo del profeta. Anche Ascanio Condivi sottolineò la "stupenda" capacità di "girar le linee, negli scorci e nella prospettiva", data dalla violenta torsione del personaggio all'indietro lungo un asse obliquo, bilanciata sulla destra dal grande pesce che, secondo il racconto biblico, lo inghiottì per tre giorni, e i due fanciulli assistenti. Uno di loro sembra reggere il pesce, l'altro, con una mano sollevata, ha un gesto come di stupore, esaltato dal panno rosa gonfiato dal vento alle sue spalle. Egli è l'unico tra i Veggenti a non avere né volumi né rotoli, ma la sua sapienza sembra data da una diretta contemplazione del Creatore.
La figura del profeta manifesta lo sconvolgimento terribile del furor profetico e conclude in crescendo, sul piano formale ed espressivo, l'intera sequenza dei Veggenti: le gambe nude sono proiettate verso lo spettatore, mentre il busto, vestito di un corpetto violetto con ombre cangianti in verde, è rovesciato all'indietro. La muscolatura titanica traspare dalla veste attillata e il braccio sinistro abbraccia il corpo fino al lato opposto, mentre quello destro è appoggiato indietro, con la mano sollevata che sembra indicare con un gesto. La testa segue l'inclinazione del busto ed è rivolta verso l'alto, verso la scena della Separazione della luce dalle tenebre, con la magnifica rappresentazione del Dio creatore.

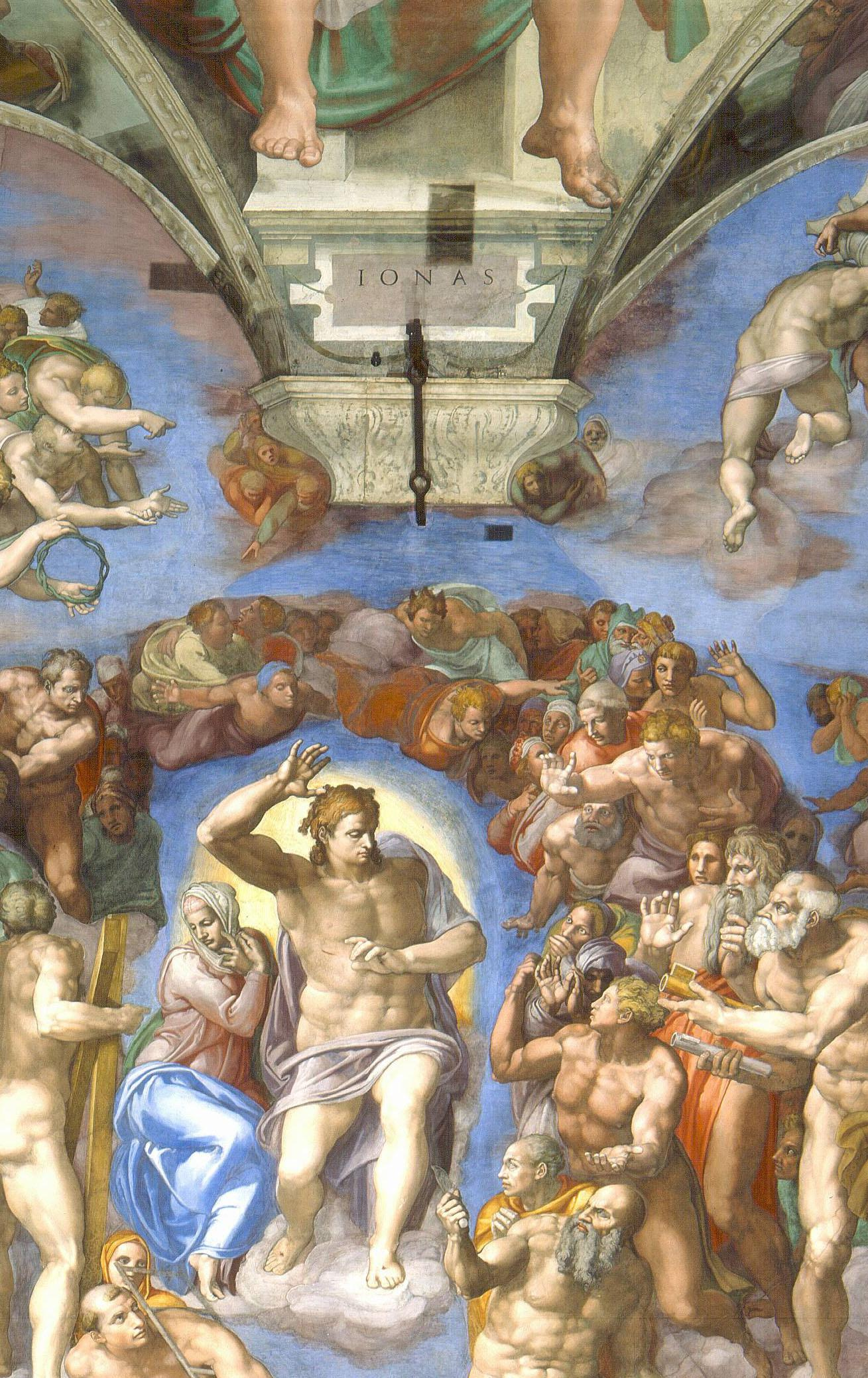
Giona raffigurato sopra Gesù glorioso

Giona doveva infatti magnetizzare lo sguardo dello spettatore verso la fine della cappella, con l'incedere della processione papale che dalla porta di ingresso si avvicinava all'altare. La sua figura è legata anche a una lettura profetica dei Veggenti e delle altre scene, da mettere in relazione con le liturgie della Settimana Santa, la più importante solennità che si celebrava nella cappella. Se sopra la porta cerimoniale, confinante con la Sala Regia, si trova infatti Zaccaria, profeta che predisse l'entrata di Cristo in Gerusalemme, Giona era additato come il prefiguratore della risurrezione di Gesù, poiché come lui dopo tre giorni tornò alla vita venendo sputato dal pesce che l'aveva inghiottito. Ciò è anche detto esplicitamente nel Vangelo secondo Matteo (12, 38-40): «nessun segno le sarà dato [a questa generazione], se non il segno di Giona profeta. Come infatti Giona rimase tre giorni e tre notti nel ventre del pesce, così il Figlio dell'uomo resterà tre giorni e tre notti nel cuore della terra». Il personaggio di Giona svolge la funzione di raccordo fra Antico e Nuovo Testamento anche iconograficamente: non solo è l'immagine della volta sistina più vicina a quella di Cristo affrescata sulla parete, ma pure la sua torsione corporea, piegato all'indietro dal busto allo sguardo e additante Gesù glorioso, indica alle figure presenti sulla volta il loro ruolo di precursori di Cristo, del Cristianesimo e del cristocentrismo.
Durante il restauro sono emersi alcuni piccoli pentimenti a secco, soprattutto nelle gambe di Giona (per correggere e accentuare lo scorcio) e lungo la cornice superiore del trono, per modificare l'incidenza della luce.